# Arthur Lowe (tennista)
Arthur Holden Lowe (Edgbaston, 29 gennaio 1886 – Londra, 22 ottobre 1958) è stato un tennista britannico.

## Biografia
Lowe partecipò alle Olimpiadi estive del 1912 sia in singolo che in doppio e in entrambe le discipline si arrese ai quarti di finale.
È stato classificato al numero 7 del mondo nel 1914 da A. Wallis Myers del Daily Telegraph.
Lowe vinse tre titoli al Queen's, il torneo pre-Wimbledon, i primi due nel biennio 1913-1914 e il terzo oltre 10 anni dopo nel 1925. Nel 1919 Lowe raggiunse la finale degli Australasian Championships in coppia con James Anderson ma vennero sconfitti in cinque set combattuti dai connazionali Pat O'Hara Wood e Ron Thomas. Sempre durante gli Australasian Championships 1919 ha sconfitto nel singolare Pat O'Hara Wood in un caldo torrido, con una delle migliori esibizioni di colpi da fondocampo viste fino a quel momento a Melbourne, si arrese in semifinale a Eric Pockley, che seppe contrastare il suo gioco potente di diritti incrociati da fondocampo su cui basava il suo gioco con slice bassi e centrali.
Anche suo fratello Gordon Lowe era un giocatore di tennis e un altro fratello John era giocatore di cricket.

## Statistiche

### Singolare

#### Vittorie (3)
| N. | Anno | Torneo                                 | Superficie | Avversario in finale | Punteggio               |
| 1. | 1913 | Queen's Club Championships, Londra     | Erba       | Wallace Ford Johnson | 7–5, 6–4, 4–6, 4–6, 6–4 |
| 2. | 1914 | Queen's Club Championships, Londra (2) | Erba       | Percival Davson      | 6–2, 7–5, 6–4           |
| 3. | 1925 | Queen's Club Championships, Londra (3) | Erba       | Henry Mayes          | 6–2, 9–7                |